# Pedidos de impeachment de Adriane Lopes

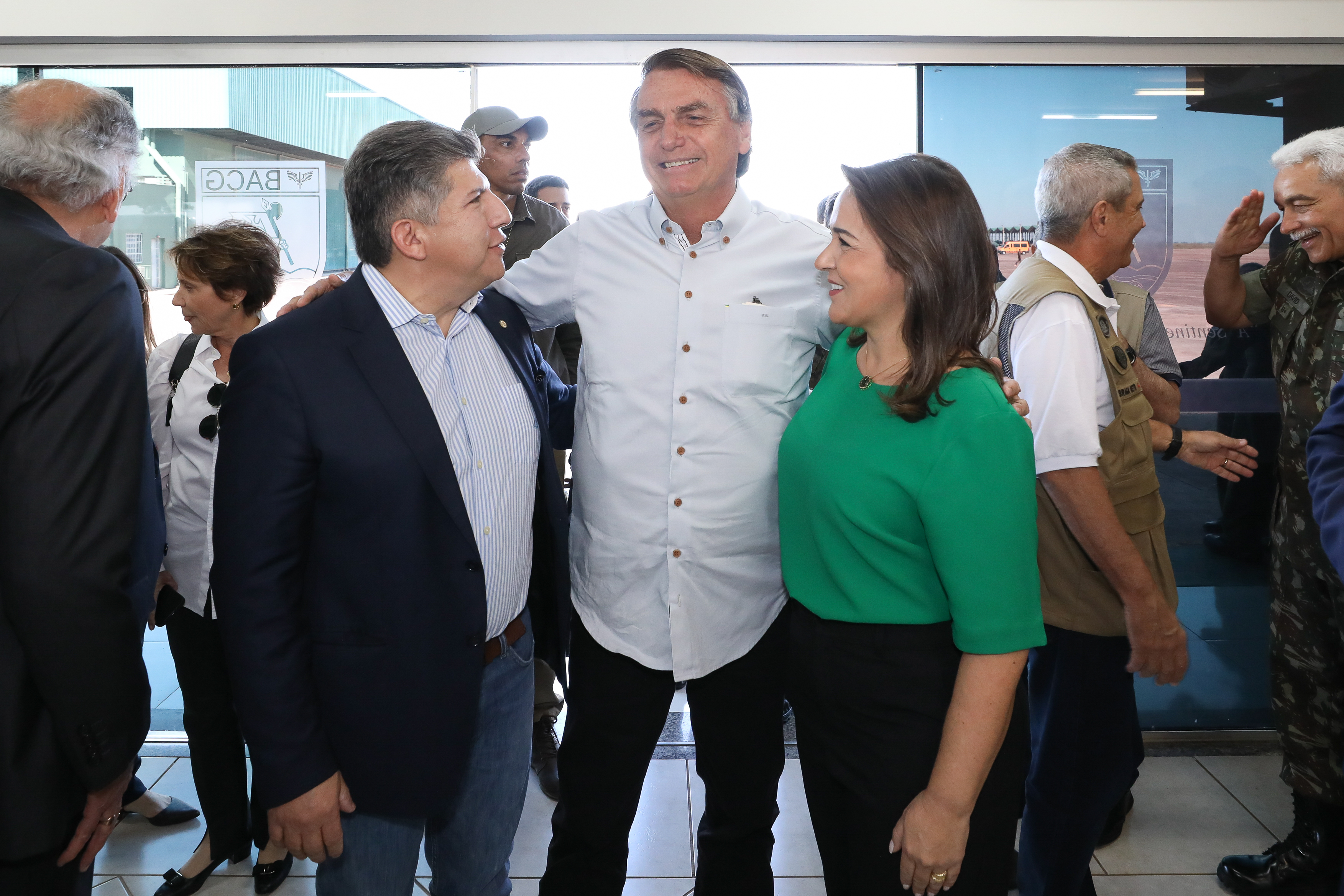
Adriane Lopes, prefeita de Campo Grande, ao lado de seu marido Lídio Lopes, deputado federal, e de Jair Bolsonaro, então presidente do Brasil em 2022.

Adriane Lopes, prefeita de Campo Grande, enfrentou pedidos de impeachment em 2025, gerando debates intensos na política local. As denúncias foram apresentadas por Luso Queiroz, ex-candidato à prefeitura da cidade em 2024, e pelo empresário Bruno Ortiz Barbosa. Eles alegaram que a prefeita não reteve o Imposto de Renda na fonte de um grupo de servidores, causando prejuízo de mais de R$ 386 milhões aos cofres municipais. Além disso, houve acusações de não retenção de contribuições previdenciárias destinadas ao Instituto Municipal de Previdência de Campo Grande (IMPCG), agravando a situação financeira do órgão.
As denúncias também apontaram que Adriane Lopes teria sido alertada sobre as irregularidades em reunião com a Receita Federal em 2023, mas não tomou as medidas necessárias. O caso foi formalmente denunciado à Polícia Federal e à Receita Federal pelo Instituto de Fiscalização e Controle (IFC), levantando suspeitas de improbidade administrativa e sanções penais.
O pedido de impeachment foi protocolado na Câmara Municipal de Campo Grande e está sob análise da Procuradoria Jurídica da Casa. O presidente da Câmara, vereador Epaminondas Neto, conhecido como Papy, destacou a gravidade das acusações e a necessidade de apuração, embora tenha autonomia para arquivar o requerimento caso julgue insuficiente a fundamentação.